# فزان
فَزّان (به عربی: فَزَّان) نام ناحیه‌ای بیابانی است در جنوب غربی لیبی. در شمال فزان، دره الشاطی و در غرب آن وادی اروان قرار گرفته است. ناحیه فزان از سوی جنوب غربی به کوه‌های اکاکوس و تدرارت محدود می‌شود. در این مناطق صحرایی مخازن انبوه آب زیرزمینی کشف شده که لیبی با اجرای طرح رود بزرگ دست‌ساز قصد بهره‌برداری از آن‌ها و انتقال آن آب به پایتخت را دارد.
نام لاتین این منطقه فازانیا بود.